# Municipio de Weaver (Dakota del Sur)
El municipio de Weaver (en inglés: Weaver Township) es un municipio ubicado en el condado de Tripp en el estado estadounidense de Dakota del Sur. En el año 2010 tenía una población de 39 habitantes y una densidad poblacional de 0,42 personas por km².

## Geografía
El municipio de Weaver se encuentra ubicado en las coordenadas 43°17′58″N 99°56′56″O / 43.29944, -99.94889. Según la Oficina del Censo de los Estados Unidos, el municipio tiene una superficie total de 92.52 km², de la cual 92,52 km² corresponden a tierra firme y (0 %) 0 km² es agua.

## Demografía
Según el censo de 2010, había 39 personas residiendo en el municipio de Weaver. La densidad de población era de 0,42 hab./km². De los 39 habitantes, el municipio de Weaver estaba compuesto por el 97,44 % blancos y el 2,56 % eran de una mezcla de razas. Del total de la población el 0 % eran hispanos o latinos de cualquier raza.